# 切尼 (內布拉斯加州)
切尼（英語：Cheney）是位於美國內布拉斯加州蘭開斯特縣的普查規定居民點。

## 歷史
切尼的郵局於1876年設立，1877年關閉後又於1879年重啟，最終於1942年停運。

## 人口
根據2020年美國人口普查的數據，切尼的面積為0.37平方千米，皆為陸地。當地共有人口164人，而人口密度為每平方千米443.24人。